# Hypoptopoma
Hypoptopoma – rodzaj słodkowodnych ryb sumokształtnych z rodziny zbrojnikowatych (Loricariidae). Typ nomenklatoryczny podrodziny Hypoptopomatinae. Spotykane w hodowlach akwariowych. 

## Występowanie
Większość gatunków występuje w dorzeczu Amazonki.

## Klasyfikacja
Gatunki zaliczane do tego rodzaju:
- Hypoptopoma baileyi
- Hypoptopoma bianale
- Hypoptopoma brevirostratum
- Hypoptopoma elongatum
- Hypoptopoma guianense
- Hypoptopoma gulare
- Hypoptopoma incognitum
- Hypoptopoma inexspectatum
- Hypoptopoma machadoi
- Hypoptopoma muzuspi
- Hypoptopoma psilogaster
- Hypoptopoma spectabile
- Hypoptopoma steindachneri
- Hypoptopoma sternoptychum
- Hypoptopoma thoracatum

Gatunkiem typowym jest Hypoptopoma thoracatum.